# Aphelochaeta multifilis
Aphelochaeta multifilis är en ringmaskart som först beskrevs av Moore 1909.  Aphelochaeta multifilis ingår i släktet Aphelochaeta och familjen Cirratulidae. Inga underarter finns listade i Catalogue of Life.